# Biarum syriacum
Biarum syriacum là một loài thực vật có hoa trong họ Ráy (Araceae). Loài này được (Spreng.) Riedl mô tả khoa học đầu tiên năm 1980.